# Alex Kidd in High-Tech World
Alex Kidd in High-Tech World è un videogioco a piattaforme sviluppato e pubblicato da SEGA nel 1989 per Sega Master System, basato su Anmitsu Hime (あんみつ姫?), videogioco giapponese del 1987 per la stessa console ispirato all'anime omonimo prodotto da Pierrot.
Nonostante l'ambientazione nipponica e i personaggi secondari siano rimasti invariati, gli sprite e i dialoghi del gioco sono stati modificati in modo da trasformare Anmitsu Hime in un videogioco della serie Alex Kidd per il mercato occidentale.

## Trama
Nella versione occidentale, Alex Kidd viene contattato da uno dei suoi amici, che lo informa dell'apertura di una nuova sala giochi in città. Alex possedeva una mappa del posto, ma è stata stracciata in otto pezzi. Senza la mappa Alex non potrà arrivare alla sala giochi in tempo. Alex dovrà risolvere puzzle, rispondere a quiz e fare lavori in casa per trovare tutti i pezzi di carta perduti. La dimora stessa del principe ha diverse trappole, che distoglieranno Alex dalla sua ricerca, fra cui delle scale rotte, un computer difettoso e un'armatura arrugginita. Inoltre il padre di Alex non è molto contento di vedere il figlio gingillare per tutta l'enorme residenza e la porta principale è chiusa con l'ordine di non far passare nessuno, per cui Alex sarà costretto a trovare un altro modo per lasciare casa sua. Catapultatosi fuori, Alex dovrà affrontare alcuni ninja determinati a chiudere il conto in sospeso con lui una volta per tutte.

## Modalità di gioco
Alex Kidd in High-Tech World presenta un limite temporale: se il protagonista non supera i quattro livelli di gioco entro il termine stabilito, il gioco termina con game over.
Il primo scenario è il palazzo del principe Alex che deve riuscire a trovare gli otto pezzi di una mappa che conduce ad una nuova sala giochi in città. Il secondo è una foresta piena di ninja. Il terzo è un villaggio. Il quarto è nuovamente una foresta.